# 腓特烈大帝之崔恩克傳
《腓特烈大帝之崔恩克傳》（德語：Trenck – Zwei Herzen gegen die Krone）是一部2003年的德國長篇電視電影，被分割為兩集，因此也可視為是一部迷你影集，由傑納·羅爾導演，班·貝克、雅麗珊卓·瑪莉亞·賴拉、奧格斯特·澤納等主演。曾於1972年出品的同一題材迷你影集裡飾演主角崔恩克的麥提亞斯·哈畢赫在這部相隔30年之後的電影中出演馮·哈畢赫將軍。這部影片曾於臺灣公視播出，譯名《腓特烈大帝》。

## 劇情概要
腓特烈·馮·德·崔恩克是普魯士將軍之子，他是一名無視規矩，讓人頭痛的學生。數不淸的風流韻事每每讓他陷入決鬥，但他總能贏得對手。腓特烈大帝決定招他作自己的私人保鑣，為此他在傑斯秦斯基伯爵手下接受嚴酷訓練，但他於受訓期間愛上了腓特烈國王的妹妹安娜·艾米麗亞公主。艾米麗亞本與瑞典王位繼承人訂婚，但她拒絕出嫁。當普魯士王國與奧地利在西利西亞爆發戰爭時，崔恩克對普魯士的忠誠備受質疑，因為他的家族源於奧地利。而傑斯秦斯基也於此時在腓特烈國王耳邊煽風點火......

## 演員表
- 班·貝克（英语：Ben Becker） 飾 崔恩克（英语：Friedrich von der Trenck）
- 雅麗珊卓·瑪莉亞·賴拉 飾 艾米麗亞公主
- 奧格斯特·澤納（英语：August Zirner） 飾 腓特烈大帝
- 漢斯·傑尼克（英语：Hannes Jaenicke） 飾 傑斯秦斯基伯爵
- 亨麗葉特·李察-羅爾（德语：Henriette Richter-Röhl） 飾 瑪麗
- 勞夫·霍普（英语：Rolf Hoppe） 飾 音樂教師基恩貝格
- 麥提亞斯·哈畢赫（英语：Matthias Habich） 飾 馮·哈畢赫將軍

## 外部連結
- 互联网电影数据库（IMDb）上《腓特烈大帝之崔恩克傳》的资料（英文）
- 開眼電影網上《腓特烈大帝之崔恩克傳》的資料（繁體中文）